# I Go Wild
I Go Wild is een nummer van de Britse rockband The Rolling Stones uit 1995. Het is de vierde en laatste single van hun 20e studioalbum Voodoo Lounge.
Hoewel het nummer werd toegeschreven aan Mick Jagger en Keith Richards, was het nummer grotendeels Jaggers compositie. In het nummer zingt Jagger over een relatie met een femme fatale. "I Go Wild" werd een bescheiden hitje in het Verenigd Koninkrijk, waar het de 29e positie behaalde. In Nederland moest het nummer het met een 5e positie in de Tipparade doen.